# PLOS ONE
《公共科学图书馆：综合》（PLOS ONE，原名PLoS ONE）為一份同行評審的开放获取科學期刊，由公共科學圖書館（Public Library of Science，PLOS）自2006年發行。PLOS ONE為全世界文章刊載數量最多的期刊。
PLOS ONE所刊載的文章包含科學及醫學各領域的基礎研究。所有的文章在刊登前必須經過學術編輯的同行審查，學術編輯則可以徵求外部的意見。刊登的文章並不會因為缺乏重要性而不被刊登，除非其缺乏立論基礎，因為PLOS ONE線上平台的特色是提供一個「先刊登，後評論」的場域，使科學家可以即時提供文章反饋。

## 歷史

### 發展
2002年12月，Gordon and Betty Moore Foundation捐助900萬美金成立新的開放獲取生醫雜誌，並在2006年5月，捐助100萬作為日後的財政維持基金。2006年12月，PLOS ONE以Beta版本開始發行，定名為PLoS ONE。本期刊的特色為可以即時做意見及討論。2007年7月，增加了評價文章的功能。2007年，加入了「trackback」的功能。PLoS ONE在2008年1月由每週出刊一次變成每天出刊一次，只要論文好了即可發表。在2009年10月時，PLoS ONE配合其论文级别计量的軟體，可以取得完整的線上使用資訊，例如每一篇發表論文的HTML單頁點閱率、PDF、XML下載數量等資訊。2012年中，PLoS在其品牌重塑計劃中改名為PLOS，期刊也更名為PLOS ONE。

## 摘要和索引
PLOS ONE的文章可以在下列網站被搜尋到：
- AGRICOLA
- BIOSIS Previews
- Chemical Abstracts Service
- EMBASE
- Food Science and Technology Abstracts
- GeoRef
- MEDLINE/PubMed
- Science Citation Index Expanded
- Scopus
- The Zoological Record

## 外部連結
- 官方网站